# Bernard Angevin

Blason de Bernard Angevin

Bernard Angevin est un bourgeois de Bordeaux qui connut une carrière fulgurante vers la fin de la guerre de Cent Ans, fidèle au roi d'Angleterre puis au service du roi de France.

## Biographie

### Favori du roi d'Angleterre
On ne sait rien de la naissance, de l'origine ni de la jeunesse de Bernard Angevin, jusqu'à ce qu'il vienne s'établir à Bordeaux vers 1418. Apprécié du roi Henri VI, il y gravit rapidement les marches de l'administration : garde exécuteur du petit sceau royal cette année là, greffier de la cour souveraine du duché de Guyenne en 1419, conseiller du roi en 1432, juge criminel à la cour souveraine de Guyenne en 1436, chancelier et garde du grand sceau dans l'étendue du duché de Guyenne en 1437.
En parallèle le roi d'Angleterre, qui professait pour lui une grande estime, lui accorde les terres de plus en plus importantes : celles de Noaillan et de Salaunes en 1428, le château de Lesparre en 1434. Le château et la seigneurie de Rauzan lui sont attribués en 1437, et s'y ajoutent l'année suivante ceux de Pujols. Ces concessions n'étaient pas à perpétuité, et il faut comprendre qu'en lui donnant de nouvelles seigneuries, Henri VI lui en retire certaines autres au profit d'un autre vassal : ainsi Lesparre lui est à nouveau accordé en 1440, cette fois avec tout le pays alentour. En 1443, lui sont données des maisons et terres dans la ville de Saint-Macaire, qui avaient appartenu à Jean d'Albret, ainsi que le château de Castelmoron. « Il semble que ce seigneur devoit être content, ayant été comblé de tant de faveur de la part de son Souverain ; mais il paroît qu'il étoit toujours disposé à en recevoir de nouvelles (...). Il est fâcheux de ne pouvoir dissimuler qu'il ne s'enrichissoit que des dépouilles d'autrui ; mais il paroît que sa délicatesse n'étoit pas des plus grandes sur ce point. » Tombent également dans son escarcelle les terres de Blaignac et Civrac.
Il est qualifié de « dissimulé, avide, adroit », on note « sa ténacité, son goût de la chicane, son ambition ».
En 1445, Henri VI l’anoblit, et les armoiries qu'il lui accorde sont d'azur à un lion d'or, armé et lampassé de gueules, environné de dix fleurs d'argent appelées Angevines. Ses droits sur les seigneuries de Rauzan, Pujols et Blasimon passent d'une simple jouissance à une pleine propriété, transférable à ses héritiers. L'année suivante, il prend soin d'obtenir pour ses deux fils des offices aux greffes de la Cour de Gascogne et de la Sénéchaussée de Guyenne.

### La fin de la guerre de Cent Ans

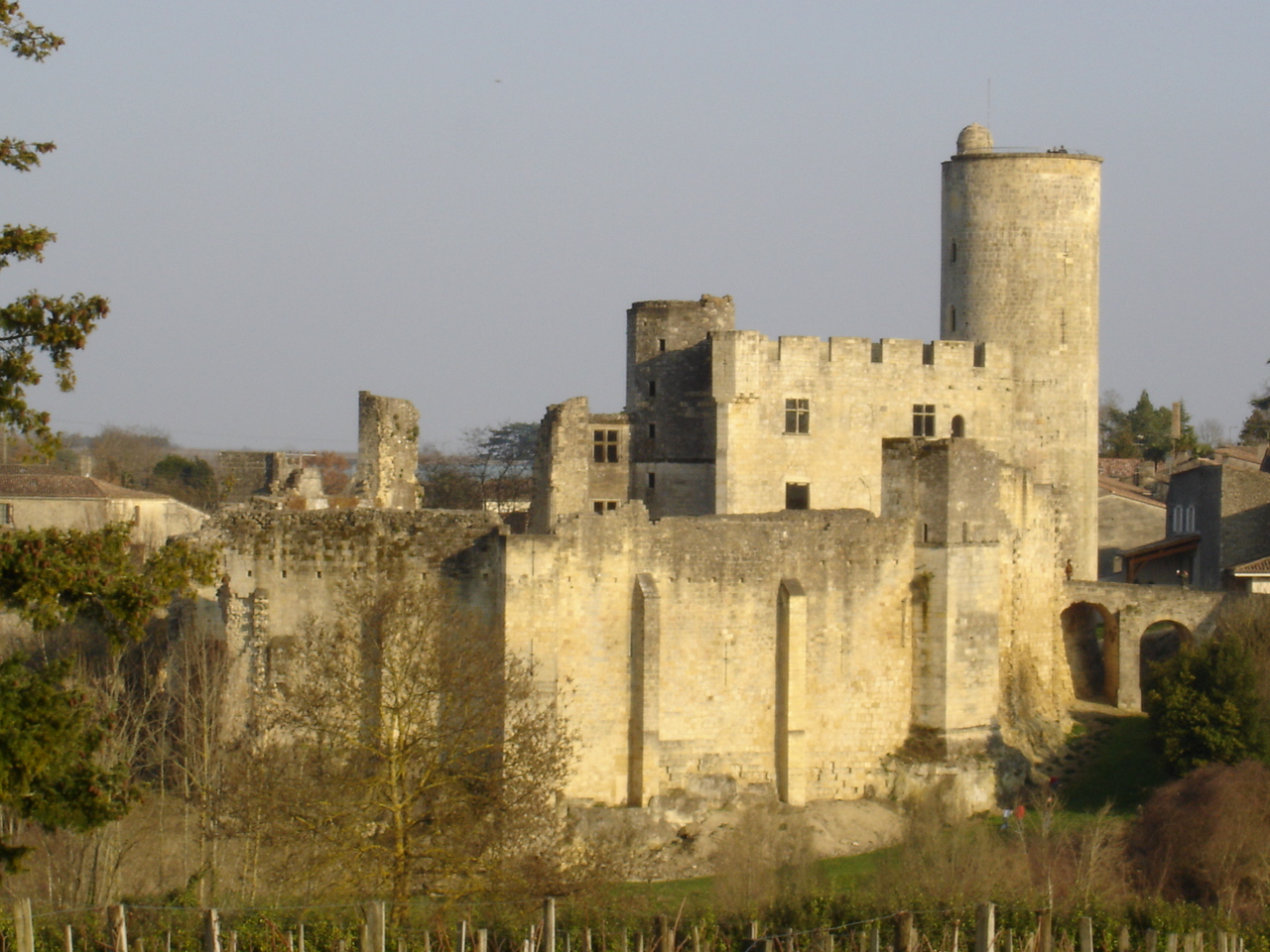
Le château de Rauzan.

Le 12 juin 1451 lorsque Bordeaux se rend à l'armée de Dunois, il est du nombre des notables — avec Pey Berland, Gadifer Shorthose, Pierre de Montferrand, Jean de Lalande, Gaillard IV de Durfort, Guillem Androm, etc. — qui signent pour les Anglo-gascons le traité de capitulation de la ville.
Après la bataille de Castillon et la victoire définitive des Français, alors que d'autres seigneurs gascons gagnent l'Angleterre où ils vivront dans la misère ou finiront tragiquement (Pierre de Montferrand revenu en Guyenne est « pris, jugé, condamné, décapité sur le champ, écartelé, mis en pièces et pendu en divers lieux »), Bernard Angevin rejoint Charles VII et conserve ses seigneuries. Une sentence du Conseil royal de Bordeaux de 1461 acte qu'en vertu du traité de capitulation de 1451, Bernard Angevin comme les autres nobles du pays demeure « en possession de ses droits et usages ».
Il restaure le château de Rauzan dans un style gothique tardif - pré-Renaissance et meurt après 1478 à un âge avancé.

## Postérité
Bernard Angevin a deux fils, Henri et Jacques. Du mariage de celui-ci avec Marguerite de Montferrand naît une fille, Jeanne, qui épouse en 1478 Jean de Durfort (seigneur de Duras qui sera maire de Bordeaux en 1487), dont postérité. À son profit Bernard Angevin déshérite les deux enfants bâtards de son aîné Henri.